# Mascotes a l'espai
Mascotes a l'espai (originalment en rus, Белка и Стрелка. Звёздные собаки; transcrit com a Belka i Strelka. Zviózdnie sobaki) és una pel·lícula de comèdia d'aventures animada per ordinador del 2010. La pel·lícula està basada en els gossos espacials soviètics Belka i Strelka, i homenatja els primers animals que van sobreviure a un viatge espacial orbital, el vol Korabl-Spútnik 2 l'agost de 1960. A Polònia es va convertir en el líder de la taquilla el seu primer cap de setmana, tot i que als Estats Units va fer una recaptació minsa, amb només 14.408 dòlars a causa de la seva estrena limitada. S'ha doblat i subtitulat al català central i al valencià.